# Tyromyces stenomitis
Tyromyces stenomitis är en svampart som beskrevs av Corner 1989. Tyromyces stenomitis ingår i släktet Tyromyces och familjen Polyporaceae.   Inga underarter finns listade i Catalogue of Life.